# Apataniana borcka
Apataniana borcka är en nattsländeart som beskrevs av Füsun Sipahiler 1996. Apataniana borcka ingår i släktet Apataniana och familjen Apataniidae. Inga underarter finns listade i Catalogue of Life.